# Sockerannona
Sockerannona (Annona squamosa) är en art i familjen kirimojaväxter som härstammar från tropiska Amerika, men som nu odlas i många områden för sina frukter.
Det ursprungliga levnadsområde sträcker sig från centrala Mexiko till Colombia. Arten ingår i skogar.
Sockerannona har en stor utbredning och den är talrik. IUCN listar arten som livskraftig (LC).

## Synonymer

### Svenska
- Kaneläpple, sockeräpple, Sockerannona

### Vetenskapliga
- Annona asiatica L.
- Annona cinerea Dunal
- Guanabanus squamosus M. Gómez
- Xylopia frutescens Sieb. ex Presl
- Xylopia glabra L.